# Mission d'observation des Nations unies au Yémen
La Mission d'observation des Nations unies au Yémen (MONUY/UNYOM) est une force d'interposition mise en place le 11 juin 1963 par la Résolution 179 du Conseil de sécurité des Nations unies pour faire cesser les combats dans l'actuel Yémen entre ce qui deviendra plus tard la République démocratique populaire du Yémen et la République arabe du Yémen.

## Histoire
Après le coup d'État militaire de 1962 et l'assassinat de Ahmad bin Yahya, roi du Yémen, une guerre civile éclate dans laquelle l'Égypte et l'Arabie saoudite s'affrontent par interposition en soutenant chacun une faction différente. La MONUY est créée pour faciliter le désengagement des forces égyptiennes et saoudiennes et pour créer une zone démilitarisée de 20 kilomètres entre le Yémen et l'Arabie saoudite.
Les pays participants à cette mission sont : l'Australie, le Canada, le Danemark, le Ghana, l'Inde, l'Italie, la Norvège, le Pakistan, les Pays-Bas, la Suède et la Yougoslavie.

## Médaille de la MONUY

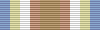
Ruban de la Médaille de la MONUY

Le centre du ruban est brun (5 mm) avec un dégradé de chaque côté allant du brun clair au jaune sable et au jaune, jusqu'à la bordure bleu ONU (2 mm).
Cette médaille était décernée en reconnaissance de 60 jours de service entre le 11 juin 1963 et le 4 septembre 1964.